# Lauréat Maltais
Pour les articles homonymes, voir Maltais.
Lauréat Maltais (30 juin 1923 - 23 mars 1979) est un gérant et homme politique fédéral du Québec.

## Biographie
Né à Bergeronnes au Québec, il devient député du Crédit social dans la circonscription fédérale de Saguenay en 1962. Il fut défait par le libéral Gustave Blouin en 1963.